# Atherigona collessi
Atherigona collessi este o specie de muște din genul Atherigona, familia Muscidae, descrisă de Adrian C. Pont în anul 1986.
Este endemică în Australian Capital Territory. Conform Catalogue of Life specia Atherigona collessi nu are subspecii cunoscute.